# Anoxycalyx ijimai
Anoxycalyx ijimai är en svampdjursart som beskrevs av James Barrie Kirkpatrick 1907. Anoxycalyx ijimai ingår i släktet Anoxycalyx och familjen Rossellidae. Inga underarter finns listade i Catalogue of Life.